# Pont ferroviaire d’Úvaly
Le   Pont ferroviaire d’ Úvaly   (tchèque : Úvalský železniční viadukt, aussi connu comme Devět kanálů) franchit la rivière Výmola, près d’Úvaly en Tchéquie.
Le pont mesure 135 mètres de long. Il est en forme d’arc léger, et passe au-dessus de la vallée de la rivière Výmola. Il a été construit en 1844 à partir de blocs de grès et de granit, atteignant une hauteur de 13 mètres. Cette section de la ligne de chemin de fer entre Pardubice et Prague a été confiée à l'ingénieur en chef Jan Perner (en), qui a conçu le pont. Une deuxième bride en béton a été construite à 1,5 mètre de la structure en 1954–1955, en raison d'un agrandissement de la ligne, pour l'ajout d'une troisième voie à cette section du chemin de fer.
Le viaduc est déclaré monuments culturels de la République tchèque (kulturní památka) en 2008. 